# Dieter Schnebel
Dieter Schnebel   (Lahr/Schwarzwald, 14 de març de 1930 - Berlín, 20 de maig de 2018) va ser un compositor, teòleg i musicòleg alemany. Va compondre música orquestral, música de cambra, música vocal i obres escèniques. Des del 1976 fins a la seva jubilació el 1995, Schnebel va exercir de professor de música experimental a la "Hochschule der Künste", Berlín.

## Carrera
Schnebel va néixer a Lahr / Baden. Va començar estudis generals de música privada amb Wilhelm Siebler des del 1942 fins al 1945, quan va començar les classes de piano amb Wilhelm Resch, i va continuar estudiant amb ell fins al 1949 als 19 anys. Va continuar amb la història de la música fins al 1952, sota la direcció d'Eric Doflein. Simultàniament va començar a estudiar composició, a partir de 1950, amb Ernst Krenek, Theodor W. Adorno i Pierre Boulez, entre d'altres. Va ingressar a estudis formals a la Universitat de Tübingen, on va cursar musicologia amb Walter Gerstenberg, a més de teologia, filosofia i estudis de piano. El 1955 va marxar amb una llicenciatura en teologia, però amb una dissertació sobre Arnold Schönberg. Poc després es va casar amb Camilla Riegger el 1956 i la parella va tenir un fill i una filla. Schnebel va esdevenir ministre i va ensenyar teologia i religió fins al 1963, quan va començar a ensenyar filosofia i psicologia. Després de la mort de la seva primera dona, va patir un període de psicoanàlisi. El 1970 es va casar amb la traductora Iris von Kaschnitz (1928-2014), filla de Marie Luise Kaschnitz, i va començar a ensenyar estudis religiosos i música a Múnic, que va continuar fins al 1976. El 1976 va començar a ensenyar a Berlín com a professor de música experimental i investigació musical, una càtedra creada per a ell. La va mantenir fins a la seva jubilació el 1995.
Convidat per Walter Fink, va ser el sisè compositor presentat al "Komponistenporträt" anual del Festival de Rheingau Musik el 1996, on es va estrenar el seu Schau-Stücke per a veus i gestos.
Schnebel va morir d'una malaltia cardíaca a Berlín el 20 de maig de 2018 a l'edat de 88 anys. La seva tomba i la de la seva dona es troben al cementiri de Dahlem.

## Cicles i estil
Schnebel va compondre diversos cicles d'obres, de vegades durant molt de temps. Un d'ells es deia Versuche (Assaigs), que consta de quatre obres escrites del 1953 al 1956. Es refereixen a tècniques en sèrie, que exploren l'espai situant els intèrprets en posicions separades. La seva música religiosa inclou un cicle Für Stimmen (... missa est) (per a veus ...), format per quatre obres escrites del 1956 al 1969). Utilitzen la veu i l'òrgan humà en escenaris experimentals de pregàries i textos bíblics. Un cicle Produktionsprozesse és un grup de composicions relacionades amb el "llenguatge i el cos" que es refereixen a la producció de so físic, amb els intèrprets que utilitzen òrgans de parla i respiració de maneres inusuals.
Les seves primeres obres van estar fortament influenciades pels seus companys estudiants de Darmstadt, Karlheinz Stockhausen, sobre els primers treballs dels quals va escriure un assaig ampliat, i Mauricio Kagel, sobre qui va editar un llibre. A partir del 1959, també va estar sota la influència de John Cage.
Schnebel va fer arranjaments d'obres de Bach, Beethoven, [Webern] i Wagner, anomenades Re-Visions, de vegades utilitzant els seus conceptes tradicionals per reflectir noves tècniques i diferents maneres de mirar-les.

## Premis
Els premis de Schnebel inclouen el premi "Arts de Lahr" el 1991. Va rebre el primer premi europeu de música eclesiàstica a Schwäbisch Gmünd el mateix any. Va ser membre de l'Akademie der Künste de Berlín des del 1991 i de la "Bayerische Akademie der Schönen Künste" des del 1996. El 2015 va rebre el "Bundesverdienstkreuz am Bande".